# Ballum Sogn
Ballum Sogn er et sogn i Tønder Provsti (Ribe Stift).
Ballum Sogn hørte til Tønder, Højer og Lø Herred i Tønder Amt. Ballum sognekommune blev ved kommunalreformen i 1970 indlemmet i Bredebro Kommune, der ved strukturreformen i 2007 indgik i Tønder Kommune.
Sognet ligger på vadehavskysten ud for Rømø. Ballum Kirke ligger i Vesterende Ballum, og længere mod nord findes Ballum Sluse og slusekroen, hvor Brede Å munder ud i havet.
I sognet findes følgende autoriserede stednavne:
- Ballum (areal)
- Buntje-Ballum (bebyggelse)
- Bådsbøl-Ballum (bebyggelse)
- Galgehøj (bebyggelse)
- Harknag (bebyggelse)
- Husum-Ballum (bebyggelse, ejerlav)
- Kringlum (bebyggelse)
- Mølby-Ballum (bebyggelse)
- Nørrehus-Ballum (bebyggelse)
- Rejsby-Ballum (bebyggelse, ejerlav)
- Vesterende Ballum (bebyggelse)
- Østerende Ballum (bebyggelse, ejerlav)
- Østerende Hede (bebyggelse)

## Afstemningsresultat
Folkeafstemningen ved Genforeningen i 1920 gav i Ballum Sogn 708 stemmer for Danmark, 30 for Tyskland. Af vælgerne var 137 tilrejst fra Danmark, 24 fra Tyskland. 